# Tigernuts Traders
Tigernuts Traders (també sota el nom de Tigernuts Traders The Spanish Tradernuts Company) és una empresa valenciana distribuïdora de fruits secs, sent la principal importadora a nivell mundial de xufa. Importa la xufa produïda al continent africà. Les seues instal·lacions es troben a l'Eliana.
L'empresa importa a més de trenta països una mitjana de 1.000 tones a 2.000 de xufes anuals. Un 45% de la xufa que comercialitza és de producció ecològica i compta amb el certificat d'Ecocert de comerç just i altres certificats com IFS Global Markets, Gluten Free, Kosher, Fair Trade i BIO. A més col·labora amb el centre de recerca Sigma Biotech per a desenvolupar nous usos de la xufa.

## Història
Es va crear el 1997. Ha canviat diverses vegades de domicili social, romanent constant la població (l'Eliana).
El 2017 augmentà la facturació un 5% respecte l'any anterior amb la varietat de mercats en els quals ha centrat els seus productes derivats de la xufa.
El juny de 2018 l'auditora Ecocert retirà el segell de comerç just Fair for Life.

## Polèmiques
El 2008 Tigernuts Traders afirmà que no utilitzaven la xufa per a elaborar orxata a Espanya mentre que els productors valencians afirmaren el contrari. Els productors acusaren l'empresa de mesclar la xufa africana amb la valenciana per a vendre-la amb la denominació d'origen, sent l'africana més barata per pagar-los salaris de misèria.
Un documental, Tigernut (La patria de las mujeres íntegras) (que va ser publicat malgrat les pressions que patiren els creadors d'aquest i els organitzadors dels festivals on s'emetia), acusava a Tigernuts Traders de prendre decisions poc ètiques i poc legals per a aconseguir que el preu que pagara per la xufa fóra baix. L'empresa va prendre mesures legals contra els creadors i la difusió del documental.